# نالمفن
نالمفن (انگلیسی: Nalmefene) که با نام تجاری سلینکرو (Selincro) نیز به فروش می‌رسد و پیش تر با نام نالمترن (Nalmetrene) خوانده می‌شود، نوعی آنتاگونیست گیرنده اپیوئیدی است که در اوایل دهه ۱۹۷۰ معرفی شد و عمدتاً در درمان اعتیاد به الکل به کار می‌رود. این دارو برای درمان سایر انواع اعتیادها و وابستگی‌ها، ازجمله قماربازی افراطی و اعتیاد به خرید نیز مورد بررسی قرار گرفته است.